# Давидова Марина Юріївна
Марина Юріївна Давидова (* 27 листопада 1966; Баку, Азербайджанська РСР) — російський театрознавець і театральний критик.
Закінчила театрознавче відділення Російського інституту театрального мистецтва (1988) та аспірантуру Державного інституту мистецтвознавства. Учениця І. Н. Соловйової. Кандидат мистецтвознавства (1992, дисертація «Природа театральності англійської постренессансної трагедії»). Викладала у ВДІКу і РДГУ (з 1994). В 2001 — редактор колективної монографії «Західно-європейський театр від епохи Відродження до рубежу XIX–XX ст.».
З 1997 публікується як театральний критик: театральний оглядач газет «Московские новости», «Російський телеграф», «Время новостей». З 2002 завідувала відділом культури в газеті «Консерватор», працювала оглядачем газети «Известия», керівником театрального відділу мережевого видання Open Space. З 2010 — головний редактор журналу «Театр».
В 2014 призначена програмним директором театрального фестивалю Віденського фестивалю 2016 року.

## Громадянська позиція
У березні 2014 року, після російської інтервенції в Україну, разом з рядом інших відомих діячів науки і культури Росії висловила свою незгоду з політикою російської влади в Криму. Свою позицію вони виклали у відкритому листі.
2022 року виступила з протестом проти повномасштабного вторгнення в Україну, після чого н двері її московської квартири невідомі нанісли літеру Z. Давидова виїхала з Росії, оголосивши про погрози у її адресу. 